# وينمي إفيجوكو
وينمي إفيجوكو (بالإنجليزية: Weyinmi Efejuku)‏ مواليد 15 سبتمبر 1986 في نيويورك، هو لاعب كرة سلة جامايكي. بدأ مسيرته الاحترافية في سنة 2009.

## المسيرة الاحترافية
لعب مع نادي تنريفي لكرة السلة في الدوري الإسباني في سنة 2009، ثم لعب مع نادي نيمبورك لكرة السلة في سنة 2010، ثم لعب مع نادي فينتسبيلس لكرة السلة في سنة 2011، ثم لعب مع يوفي كازيرتا باسكت في الدوري الإيطالي في موسم 2011–2012.

## روابط خارجية
- وينمي إفيجوكو على موقع كرة السلة الأوروبية.كوم (الإنجليزية)
- وينمي إفيجوكو على موقع كلية كرة السلة في سبورتس رفرنس.كوم (الإنجليزية)
- وينمي إفيجوكو على موقع ريلجم (الإنجليزية)
- وينمي إفيجوكو على موقع بروبوليرز (الإنجليزية)